# Franz Goerlich
Franz Goerlich (ur. 15 grudnia 1839 w Prudniku, zm. 30 stycznia 1908 we Wrocławiu) – niemiecki księgarz i wydawca. 
W roku 1866 założył razem z Carlem Cochenem księgarnię we Wrocławiu, a w 1871 r. jej filię w Bytomiu. W 1873 sprzedał obie i w tymże roku założył wydawnictwo. Wydawał w nim dzieła muzyczne, oprócz religijnych również świeckie i ludowe, ponadto literaturę dla młodzieży, ponad 100 tomów klasyków niemieckich i kalendarze ludowe. Założył i wydawał kilka czasopism lub gazet katolickich, w tym promującą muzyczny ruch cecyliański Cäcilia. Zredagował też i wydał pod pseudonimem Franz Weber tom pieśni ludowych.    
Dwukrotnie był radcą miejskim Wrocławia.